# Elezione papale del 1191
L'elezione papale del 1191 ebbe luogo a Roma il 21 marzo 1191 a seguito della morte di papa Clemente III. Il suo successore fu il cardinale Giacinto di Pietro di Bobone, che prese il nome di papa Celestino III.

## Antefatti
Papa Clemente era morto il 20 marzo 1191 e l'elezione del successore avvenne il giorno dopo, perché l'imperatore era alle porte di Roma e costituiva una minaccia. Il nuovo eletto, al secolo Giacinto di Pietro di Bobone, aveva 85 anni, era cardinale diacono di Santa Maria in Cosmedin e aveva ricevuto solo il diaconato. Dovette pertanto ricevere anche l'ordinazione presbiterale e quella episcopale.

## Elezione
Non ci sono noti i particolari circa l'elezione di Celestino III, se non che fu certamente influenzata dalla complessa situazione politica del momento, con Enrico VI che premeva alle porte di Roma per ricevere la tanto sospirata corona imperiale. Le motivazioni che hanno spinto i cardinali a far convergere i loro voti su un uomo di età avanzata come Giacinto di Pietro di Bobone (aveva 85 anni ed era cardinale dal 1144) sono probabilmente insite nella contrapposizione tra fazioni interne al Sacro Collegio, ragion per cui si decise di trovare un candidato di compromesso, molto anziano, per prendere tempo in vista di un nuovo conclave. Quello che i cardinali non avevano previsto però, era che Celestino III avrebbe vissuto per ben quasi altri sette anni, morendo a 91 anni nel 1198.

## Il Collegio cardinalizio
Alla data il Sacro Collegio Cardinalizio contava, secondo alcune fonti, 40 cardinali, di cui 6 assenti.

### Cardinali partecipanti
Di seguito sono elencati i cardinali conosciuti che hanno partecipato al conclave:
| Nome                                     | Luogo di nascita    | Titolo cardinalizio                                         | Ruolo                                                                  | Nascita  | Concistoro     |
| ---------------------------------------- | ------------------- | ----------------------------------------------------------- | ---------------------------------------------------------------------- | -------- | -------------- |
| Konrad von Wittelsbach                   | Ducato di Baviera   | Vescovo di Sabina                                           | Decano del collegio cardinalizio; Arcivescovo metropolita di Magonza   | 1125     | Novembre 1163  |
| Giacinto di Pietro di Bobone             | Stato Pontificio    | Cardinale diacono di Santa Maria in Cosmedin                | Cardinale protodiacono; eletto papa                                    | 1106     | Febbraio 1144  |
| Giovanni dei conti di Anagni             | Stato Pontificio    | Cardinale vescovo di Palestrina                             | Legato pontificio emerito in Inghilterra e Fiandre                     |          | Febbraio 1158  |
| Ugo Bobone                               | Stato Pontificio    | Cardinale presbitero dei Santi Silvestro e Martino ai Monti | Arciprete della patriarcale Basilica Vaticana                          | 1140 ca. | Settembre 1190 |
| Albino da Milano, C.R.S.A.               | Milano              | Vescovo di Albano                                           | Legato pontificio emerito nel Regno di Sicilia                         |          | Giugno 1182    |
| Giovanni                                 | Milano              | Cardinale presbitero di San Clemente                        | Vescovo di Viterbo e Toscanella                                        |          | Maggio 1189    |
| Ottaviano Poli dei conti di Segni        | Stato Pontificio    | Vescovo di Ostia e di Velletri                              | Legato pontificio emerito in Inghilterra                               |          | Giugno 1182    |
| Pietro Gallozia                          | Stato Pontificio    | Vescovo di Porto e Santa Rufina                             | Rettore di Campagna                                                    | 1150     | Settembre 1190 |
| Ruffino                                  | Stato Pontificio    | Cardinale presbitero di Santa Prassede                      | Vescovo di Rimini                                                      |          | Maggio 1189    |
| Romano                                   | Stato Pontificio    | Cardinale presbitero di Sant'Anastasia                      |                                                                        |          | Maggio 1189    |
| Pandolfo da Lucca                        | Repubblica di Lucca | Cardinale presbitero dei Santi XII Apostoli                 | Magister in diritto canonico                                           | 1140 ca. | Giugno 1182    |
| Cencio                                   | Stato Pontificio    | Cardinale presbitero di San Lorenzo in Lucina               |                                                                        |          | Settembre 1190 |
| Pietro Diana                             | Piacenza            | Cardinale presbitero di Santa Cecilia                       | Legato pontificio in Lombardia                                         |          | 6 marzo 1185   |
| Soffredo                                 | Pistoia             | Cardinale diacono di Santa Maria in Via Lata                | Suddiacono apostolico                                                  |          | 1182           |
| Giovanni di Salerno, O.S.B. Cas.         | Regno di Sicilia    | Cardinale presbitero di Santo Stefano al Monte Celio        |                                                                        |          | Settembre 1190 |
| Migliore di Pisa, O.S.B.Vall.            | Repubblica di Pisa  | Cardinale presbitero dei Santi Giovanni e Paolo             | Camerlengo emerito di Santa Romana Chiesa; Arcidiacono di Laon e Reims | 1135 ca. | 6 marzo 1185   |
| Gregorio                                 | Stato Pontificio    | Cardinale diacono di Sant'Angelo in Pescheria               | Legato pontificio in Spagna; nipote di Celestino III                   |          | Settembre 1190 |
| Giordano da Ceccano, O. Cist.            | Stato Pontificio    | Cardinale presbitero di Santa Pudenziana                    | Abate del monastero di Fossanova                                       |          | 12 marzo 1188  |
| Gregorio Carelli                         | Stato Pontificio    | Cardinale diacono di San Giorgio in Velabro                 |                                                                        |          | Settembre 1190 |
| Giovanni Malabranca                      | Stato Pontificio    | Cardinale diacono di San Teodoro                            |                                                                        |          | 12 marzo 1188  |
| Adelardo Cattaneo                        | Marca di Verona     | Cardinale presbitero                                        | Vescovo di Verona                                                      | 1122     | 6 marzo 1185   |
| Gerardo                                  | Repubblica di Lucca | Cardinale diacono di Sant'Adriano al Foro                   |                                                                        |          | Giugno 1182    |
| Graziano                                 | Repubblica di Pisa  | Cardinale diacono dei Santi Cosma e Damiano                 | Legato pontificio in Inghilterra; nipote di Papa Eugenio III           |          | Marzo 1178     |
| Egidio di Anagni                         | Stato Pontificio    | Cardinale diacono di San Nicola in Carcere                  |                                                                        |          | Settembre 1190 |
| Guy Paré                                 | Regno di Francia    | Cardinale presbitero di Santa Maria in Trastevere           |                                                                        |          | Settembre 1190 |
| Gregorio Crescenzi                       | Stato Pontificio    | Cardinale diacono di Santa Maria in Aquiro                  |                                                                        |          | 12 marzo 1188  |
| Bernardo lucchese, Can. Reg. di S. Fred. | Stato Pontificio    | Cardinale diacono di Santa Maria Nuova                      | Legato pontificio a latere in Toscana                                  |          | 12 marzo 1188  |
| Gregorio de Galgano                      | Regno di Sicilia    | Cardinale diacono di Santa Maria in Portico                 | Legato pontificio in Germania e Ungheria                               |          | 12 marzo 1188  |
| Lotario dei Conti di Segni               | Stato Pontificio    | Cardinale diacono dei Santi Sergio e Bacco                  | Suddiacono apostolico; Giurista; futuro papa Innocenzo III             | 1161     | Settembre 1190 |
| Niccolò                                  | Stato Pontificio    | Cardinale diacono di Santa Lucia in Silice                  | Legato pontificio a latere in Toscana                                  |          | Settembre 1190 |

### Cardinali assenti
| Nome                        | Luogo di nascita | Titolo cardinalizio                                             | Ruolo                                                                                  | Nascita  | Concistoro     |
| --------------------------- | ---------------- | --------------------------------------------------------------- | -------------------------------------------------------------------------------------- | -------- | -------------- |
| Roffredo dell'Isola, O.S.B. | Stato Pontificio | Cardinale presbitero dei Santi Marcellino e Pietro              | Abate di Montecassino                                                                  | 1150 ca. | 2 giugno 1191  |
| Guillaume de Champagne      | Regno di Francia | Cardinale presbitero di Santa Sabina; Cardinale Protopresbitero | Arcivescovo di Reims; Reggente del Regno di Francia; Arciprete della Basilica Vaticana | 1135     | Marzo 1179     |
| Rogerio O.S.B. Cas.         | Stato Pontificio | Cardinale presbitero di Sant'Eusebio                            | Arcivescovo metropolita di Benevento                                                   |          | Settembre 1190 |